# 캡틴 마블 (마블 코믹스)
캡틴 마블(Captain Marvel)은 마블 코믹스에서 출간한 만화책에 등장하는 슈퍼히어로 캐릭터이다. 미즈 마블과 연관이 있다. 2019년에 캡틴마블 영화가 개봉했다.

## 담당 배우

### 영화
- 캡틴 마블 (2019) - 브리 라슨
  - 어벤져스: 엔드게임 (2019) - 브리 라슨
- 닥터 스트레인지: 대혼돈의 멀티버스 (2022) - 러샤나 린치